# Gare de Nanterre-Ville
Pour les articles homonymes, voir Gare de Nanterre.
La gare de Nanterre-Ville est une gare ferroviaire française de la ligne de Paris-Saint-Lazare à Saint-Germain-en-Laye, située dans la commune de Nanterre, dans le département des Hauts-de-Seine en région Île-de-France.
C'est une gare de la Régie autonome des transports parisiens (RATP) desservie par les trains de la ligne A du RER.

## Histoire
En 2021, selon les estimations de la RATP, 2 993 230 voyageurs sont entrés dans cette gare.

## Accès
La gare compte trois accès :
- l'accès no 1 « boulevard de la Seine » ;
- l'accès no 2 « boulevard du Couchant » ;
- l'accès no 3 « rue Maurice Thorez ».

Accès à la gare
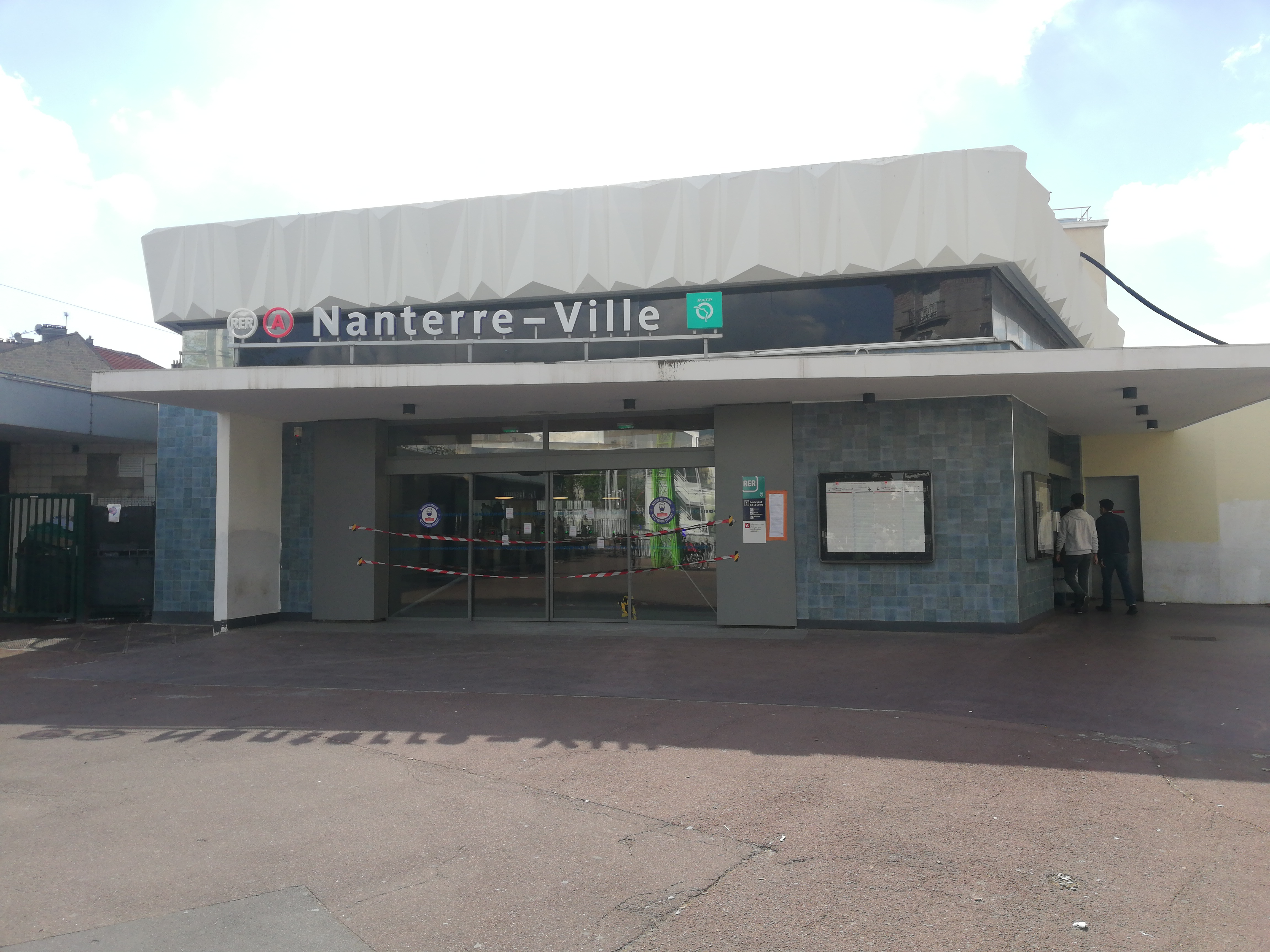
L'accès no 1 « Boulevard de la Seine ».
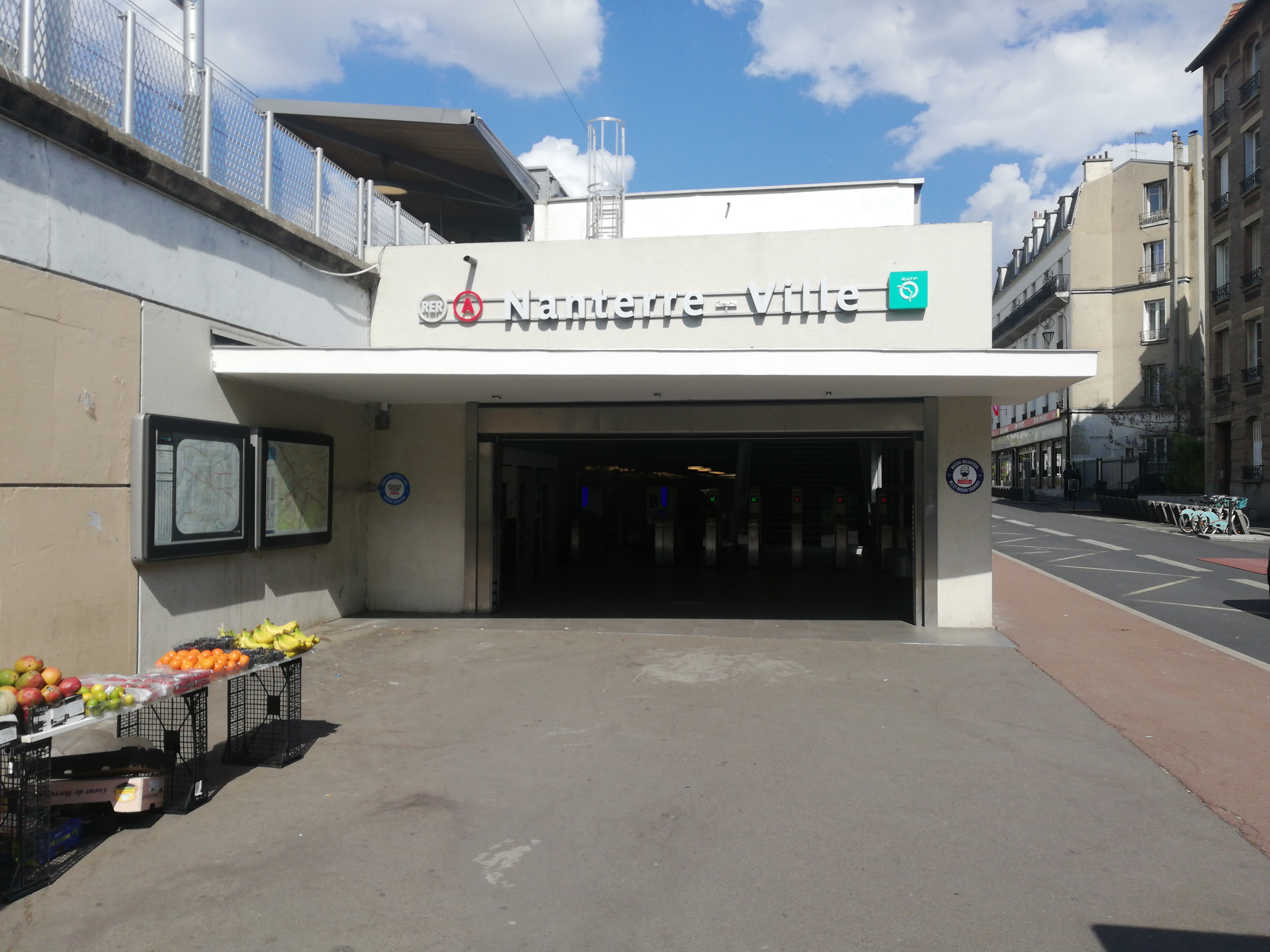
L'accès no 2 « Boulevard du Couchant ».
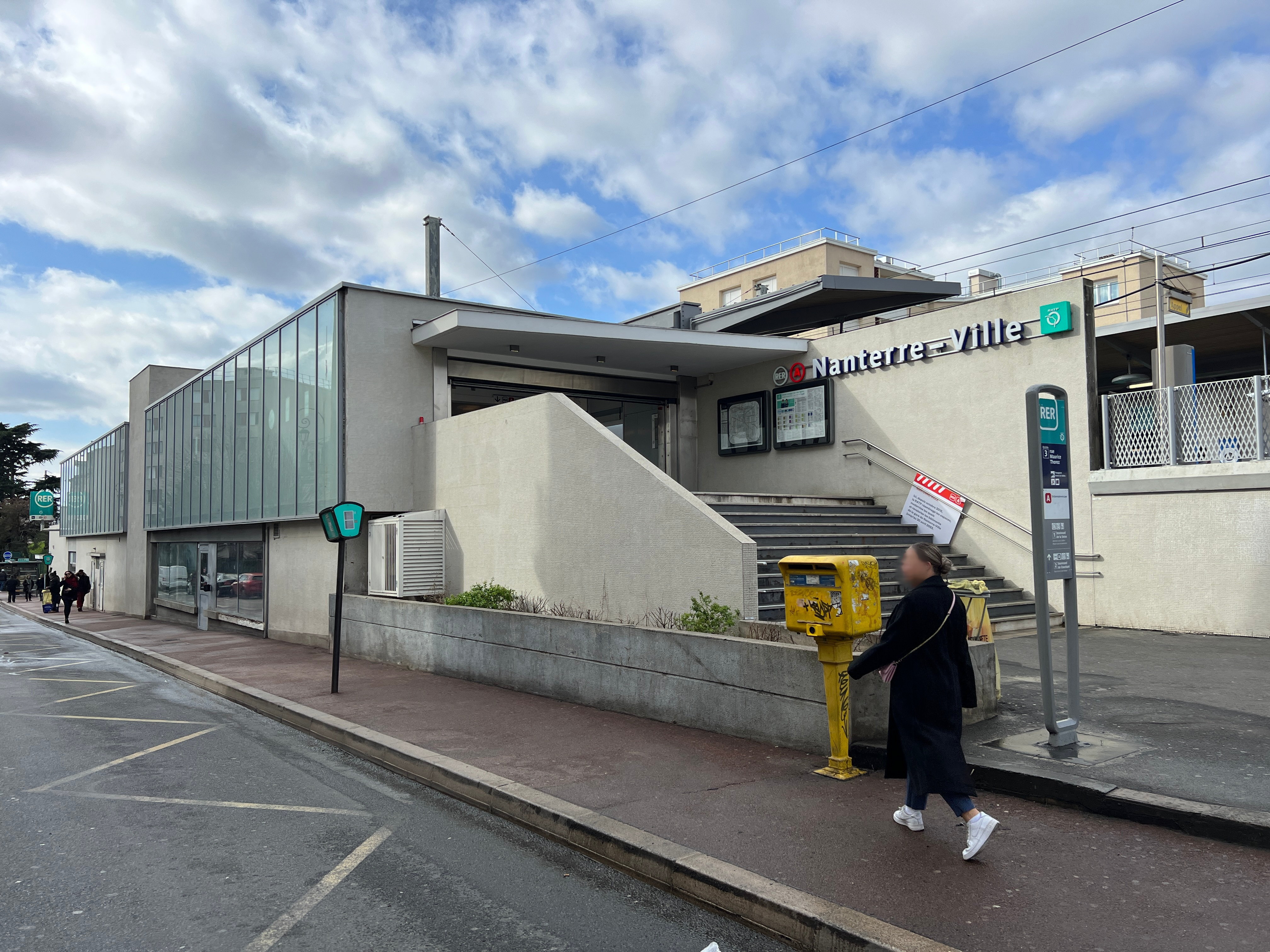
L'accès no 3 « Rue Maurice Thorez ».

### Desserte
La gare est desservie par les trains de la ligne A du RER parcourant la branche A1 de Saint-Germain-en-Laye à raison d'un train toutes les 10 minutes aux heures creuses, par 6 à 12 trains par heure aux heures de pointe et par un train toutes les 15 minutes en soirée.

### Intermodalité
La gare est desservie par les lignes 141, 157, 159, 160, 367, 378 et Ligne Bleue du réseau de bus RATP et, la nuit, par la ligne N153 du réseau de bus Noctilien.

## Galerie de photographies

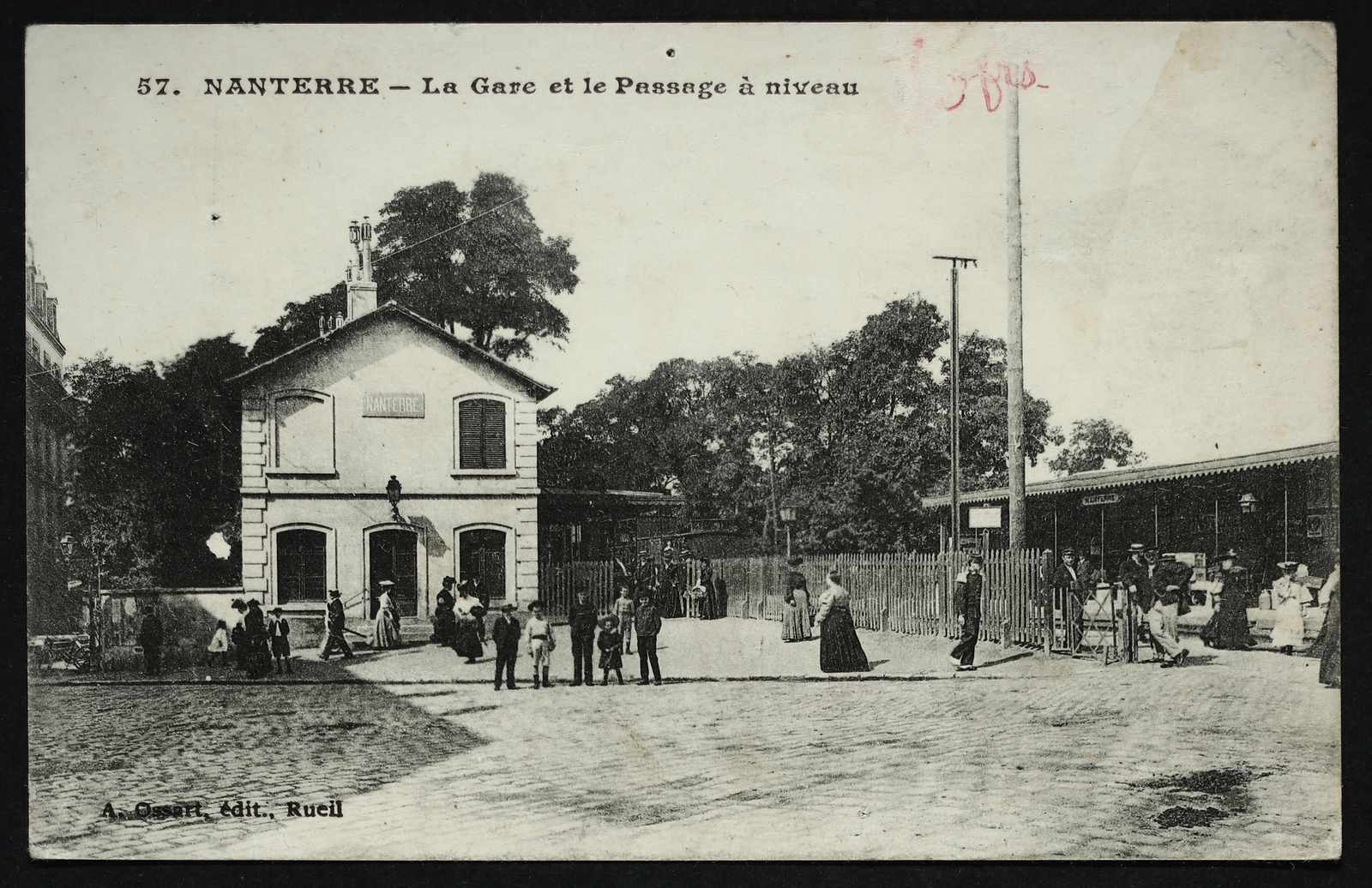
La gare vers 1900.
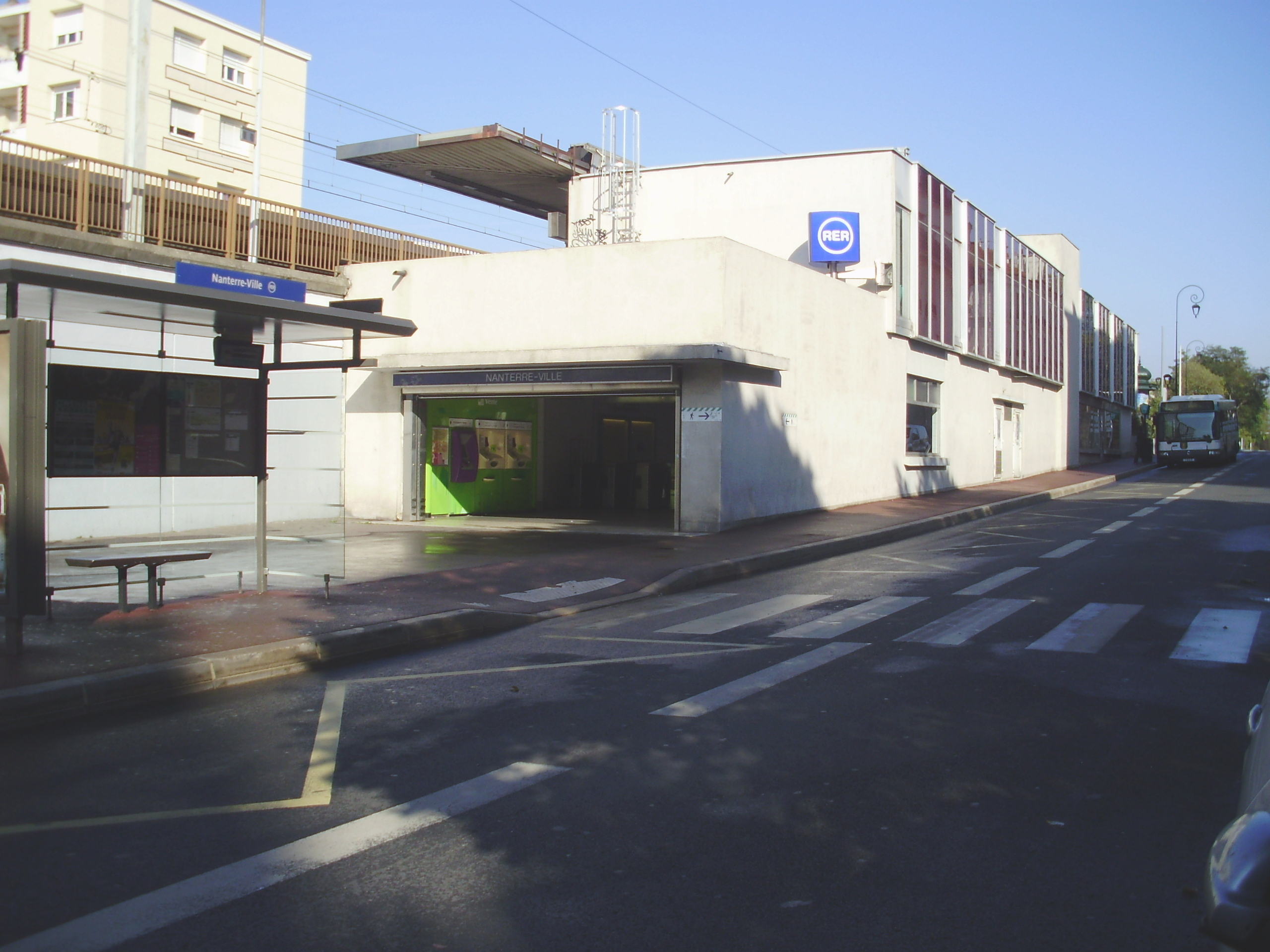
Entrée au sud des voies, accès ouest, boulevard du Couchant.
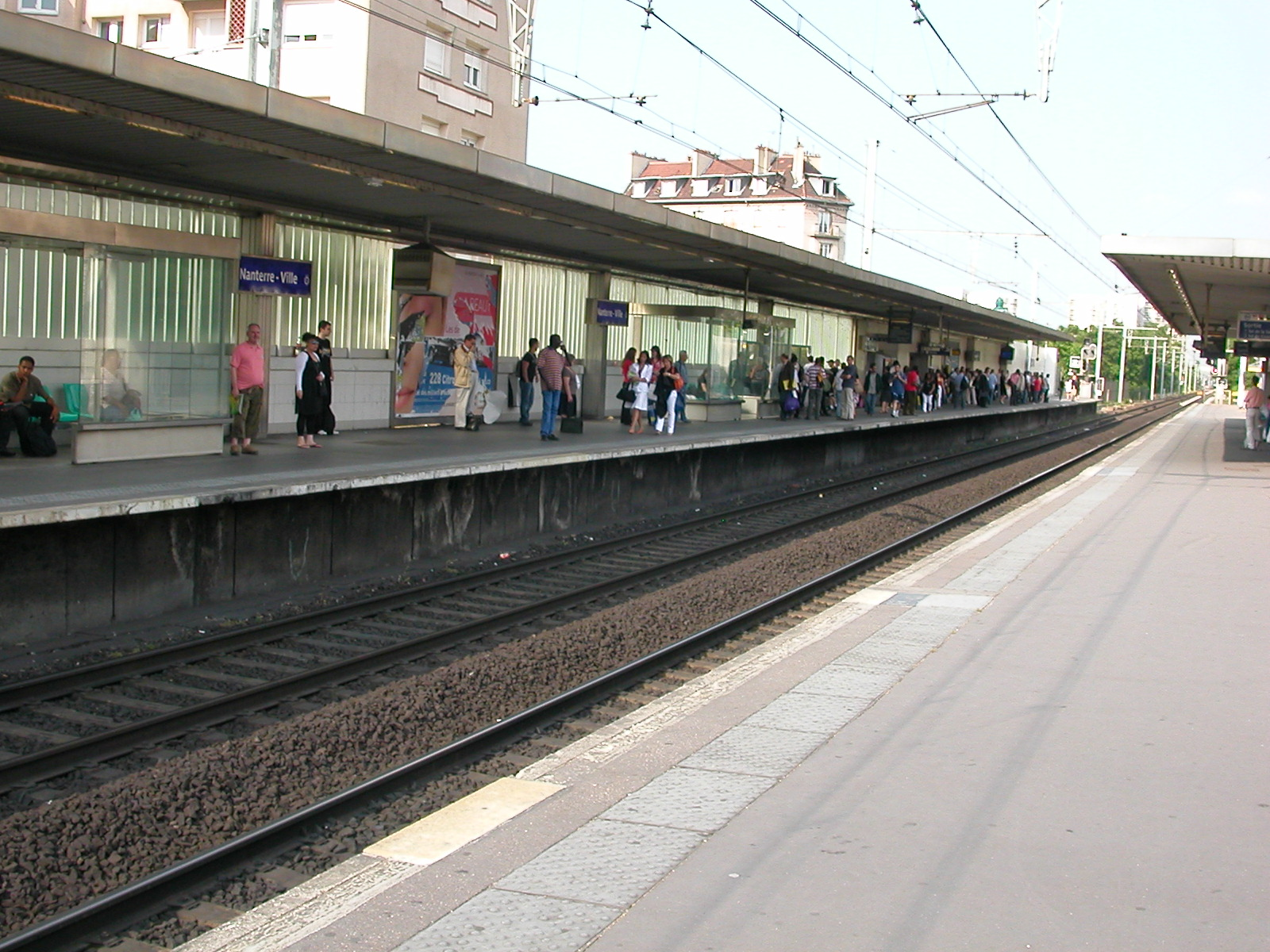
Quais et voies en regardant vers Paris depuis le quai pour Saint-Germain-en-Laye.
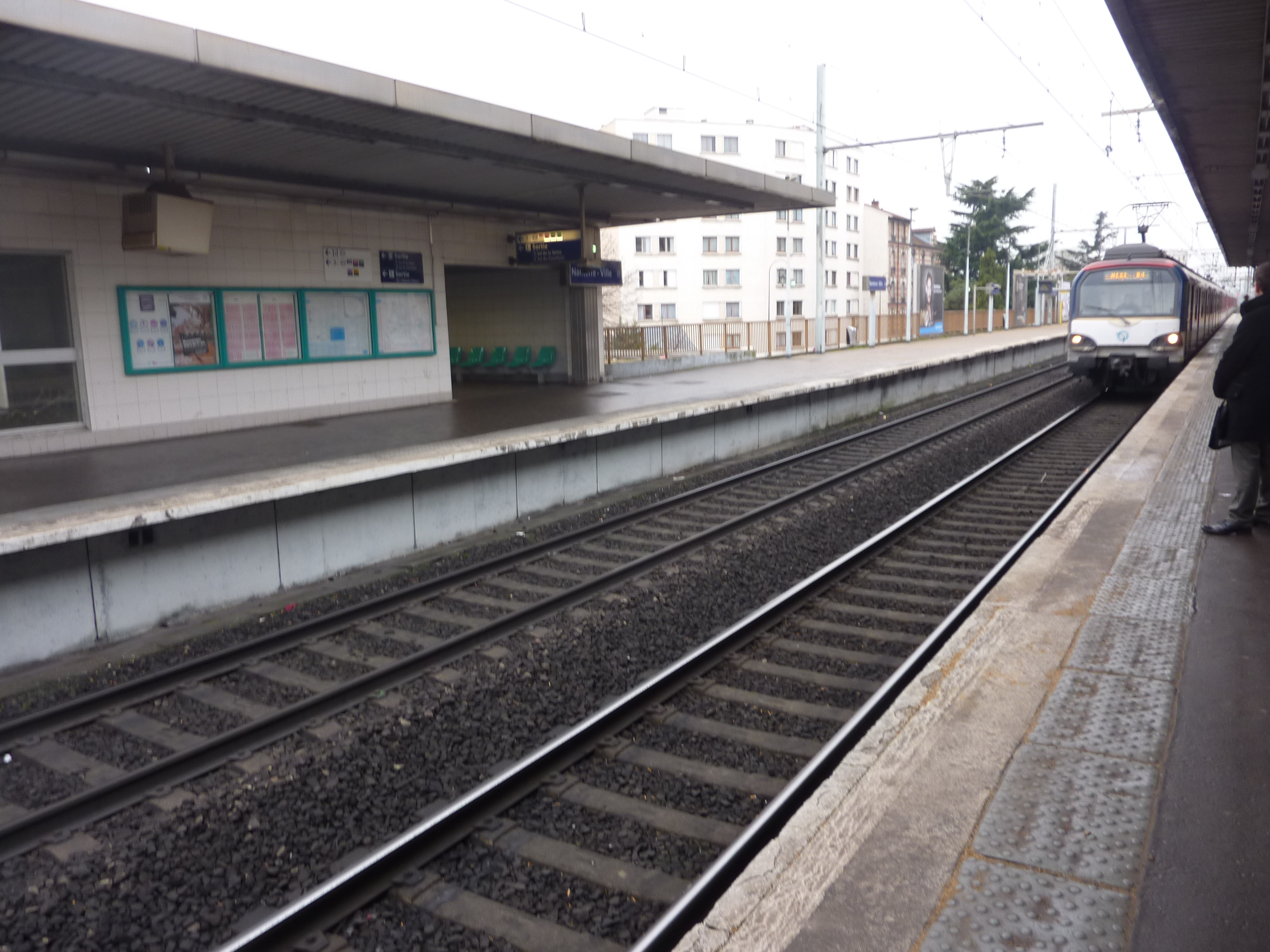
MS 61 arrivant en gare.